# Maksim Gorki
Maksim Gorki [maksím górki] (pravo ime Aleksej Maksimovič Peškov) (rusko Макси́м Го́рький/Алексе́й Макси́мович Пе́шков), ruski pisatelj, * 28. marec (16. marec, ruski koledar) 1868, Nižni Novgorod, Ruski imperij (danes Rusija), † 18. junij 1936, Moskva, Sovjetska zveza (danes Rusija).
Gorki je bil pisatelj kratkih zgodb,romanov in dramskih del. Štejejo ga za »očeta sovjetske književnosti«, pomagal je utrditi književno smer socialističnega realizma, ki je sovjetske pisatelje spremenila v politične propagandiste.
Kot mladenič se je klatil po Rusiji in opravljal razna dela. Po letu 1890 je začel na podlagi svojih doživetij pisati kratke zgodbe in dosegel svetovni sloves. Novela Šestindvajset mož in dekle (1899) vsebuje osrednjo misel vsega njegovega dela - da lahko močni, samozavestni posamezniki premagajo moralno in telesno bedo. Junakinja dela Mati (1906) je Gorkovo najbridkejše utelešenje boja med junaštvom človeškega duha in ponižujočim okoljem. Po letu 1906 je živel v Italiji, med prvo svetovno vojno pa se je vrnil v Rusijo. Čeprav si je s članki nakopal Leninovo cenzuro, je v porevolucionarnih letih branil pisatelje in znanstvenike. V letu 1928 je postal prvi predsednik Zveze pisateljev in ključna oseba Stalinovega nadzora nad književnim življenjem.